# Felip I de Tàrent
Felip I de Tàrent (Nàpols, 10 de novembre, 1278 - 26 de desembre del 1331) de la primera dinastia Capet d'Anjou-Sicília va ser príncep de Tàrent, senyor del Regne d'Albània-Durazzo (Felip I d'Albània) i príncep d'Acaia (Felip II d'Acaia); també va ser pretendent com a dèspota de l'Epir i emperador llatí (Felip II de Constantinoble). Fou el fill menor del rei de Sicília peninsular (Nàpols) Carles II d'Anjou, i de Maria d'Hongria.

## Un imperi a l'Adriàtic
El 4 de febrer del 1294 el seu pare Carles II d'Anjou el nomenà príncep de Tàrent a Ais de Provença, i el 12 de juliol del 1294 vicari general del Regne de Sicília. Aquestes dignitats eren un preludi del pla de Carles II d'Anjou per tal de crear un pretès imperi a l'Adriàtic per a Felip.
El mateix dia en què fou investit vicari general, es casà per poders amb Tamara Comnè Ducas, filla de Nicèfor I Comnè Ducas, dèspota de l'Epir. Aquest, amenaçat per l'Imperi Romà d'Orient, havia decidit buscar la protecció de la primera dinastia Capet d'Anjou-Sicília, una branca menor dels sobirans del Regne de França. El matrimoni es feu efectiu el 13 d'agost del 1294 a L'Aquila i Carles II d'Anjou cedí al seu fill el Regne d'Albània-Durazzo i el Principat d'Acaia, més tots els seus drets a l'Imperi Llatí i la Senyoria de Valàquia. Per la seva part, Nicèfor I Comnè cedí com a dot de la seva filla les fortaleses de Vonitsa, Vrachova, Gjirokastër i Naupacte, situades a Etòlia, a més d'acceptar la successió d'aquest per sobre del legítim hereu, el seu fill Tomàs.
A la mort de Nicèfor I Comnè (circa. 1297), Felip prengué el títol de dèspota de Romania. Tanmateix, la vídua de Nicèfor, Anna Cantacuzena, proclamà el seu fill Tomàs com a legítim dèspota de l'Epir i n'assumí la regència.

## Guerra de Sicília
Com a vicari general del Regne de Sicília, va preparar la invasió de l'illa el novembre del 1299. Amb un exèrcit format per cinquanta galeres, nombrosa tropa i cavallers, va assetjar Trapani. Frederic II de Sicília, rei de Sicília del casal de Barcelona, va aplegar les seves tropes a Castrogiovanni i va marxar per aixecar el setge de Trapani; els dos exèrcits es van trobar a Falconara. A la batalla de Falconara, Frederic II de Sicília i els comandants Blasco d'Alagó el Vell, Ramon III de Montcada, amb els almogàvers de Berenguer d'Entença i de Montcada, derrotaren Felip I de Tàrent i el feren presoner. No fou alliberat fins al 1302, quan se signà el Tractat de Caltabellotta.

## El Principat d'Acaia
El 1306, Felip de Piemont i Isabel I d'Acaia, príncep i princesa d'Acaia respectivament per concessió de Carles II d'Anjou, foren acusats de deslleialtat per aquest i desposseïts del Principat d'Acaia. Aquest fou donat en feu a Felip I de Tàrent pel seu pare el 5 de maig del 1306. Després d'una visita testimonial al territori, deixà a Guy II de la Roche, duc d'Atenes, com a governador del Principat. Per la seva part, l'11 de maig del 1307, Felip I del Piemont renunciava formalment a les seves pretensions sobre el territori.

## Imperi Llatí
Felip I de Tàrent acusà d'infidelitat la seva muller Tamara Comnè Ducas el 1309. Això l'alliberà per participar en un complex pacte matrimonial a tres bandes:
- Caterina de Valois-Courtenay, que retenia els drets sobre el derrocat Imperi Llatí s'havia promès amb Hug V de Borgonya, que retenia els drets del Regne de Tessalònica. Aquest compromís es trencà i Caterina es casà amb Felip I de Tàrent a Fontainebleau el 29 de juliol del 1313.
- El compromís del fill major de Felip I de Tàrent, Carles de Tàrent, amb Matilda d'Hainaut es trencà i es comprometé amb Joana de Valois-Courtenay, germana petita de Caterina de Valois-Courtenay; Felip I de Tàrent també cedí al seu fill Carles de Tàrent el títol de dèspota de l'Epir i els drets que se'n poguessin despendre.
- Les seves terres, herència materna de Courtenay, i unes altres propietats al continent foren cedides a Joana de Borgonya i de França, germana d'Hug V de Borgonya, que al seu torn es casà amb el germanastre de Caterina de Valois-Courtenay, Felip de Valois, qui esdevindria el futur rei de França Felip VI.
- Felip I de Tàrent cedí el Principat d'Acaia a Matilda d'Hainaut, que es casà amb el germà d'Hug V de Borgonya, Lluís de Borgonya, el 29 de juliol del 1313. Aquesta donació però, era restringida: si la parella moria sense hereus, el principat havia de tornar a la Casa de Borgonya mentre que Matilda d'Hainaut en gaudiria de l'usdefruit per a tota la vida, sempre que no es tornés a casar altra volta sense el permís del seu senyor Felip I de Tàrent.
- Per completar la separació de drets entre Orientals i Occidentals, Hug V de Borgonya cedia els seus drets al Regne de Tessalònica en favor del seu germà Lluís de Borgonya, mentre que aquest renunciava als seus drets sobre l'herència dels seus pares en favor del seu germà gran Hug.

## Guerra entre güelfs i gibel·lins
El 1315, Felip I de Tàrent fou requerit pel seu germà Robert I de Nàpols per comandar un exèrcit que auxiliés els florentins, que es veien amenaçats pels pisans. L'exèrcit güelf fou derrotat en la batalla de Montecatini el 29 d'agost del 1315 i el germà menor de Felip I de Tàrent, Pere de Gravina i el seu fill, Carles de Tàrent, moriren en la batalla.

## El Principat d'Acaia
La mort de Lluís de Borgonya sense hereus el 1316 trastornà els plans dels Anjou pel Principat d'Acaia. Robert I de Nàpols comminà Matilda d'Hainaut a casar-se amb Joan de Gravina, el seu germà i també germà de Felip I de Tàrent. Però Matilda d'Hainaut declinà la proposta i per aquest motiu fou segrestada i portada a Nàpols; allí se l'obligà a casar-se 1318 mentre Frederic Trogisio fou enviat com a governador del principat.
El 1320, Eudes IV de Borgonya, després d'unes quantes protestes, acceptà de vendre els seus drets al Principat d'Acaia i al Regne de Tessalònica al fill de Lluís IX de França, Lluís I de Borbó, primer duc de Borbó i comte de Clermont, per 40.000 lliures. El 1231 però, Felip I de Tàrent recomprà els drets al Principat d'Acaia per la mateixa quantitat, aconseguint retornar els drets sobre el territori a la Primera Dinastia Capet d'Anjou-Sicília.
Per la seva part, Matilda d'Hainaut protestà davant del jutjat papal d'Avinyó, on revelà que s'havia casat secretament amb el cavaller Hugh de La Palice. De resultes d'això, el seu matrimoni amb Joan de Gravina fou anul·lat, però de retruc donava altra volta arguments als Anjou per a la confiscació del Principat d'Acaia. Aquest fou concedit naturalment a Joan de Gravina mentre que Matilda d'Hainaut passà la resta dels seus dies empresonada a Aversa per tal d'evitar noves reclamacions, on morí el 1331.
Consolidat el Principat d'Acaia en mans del seu germà menor, Felip I de Tàrent continuà planejant la seva recuperació de l'Imperi Llatí. El 1318 feu una aliança amb el seu nebot Carles I d'Hongria, però el 1330 el darrer dels seus fills del primer matrimoni, Carles de Tàrent, morí sense descendència, i el títol de dèspota de l'Epir li va retornar.
Tots els seus drets i els títols passaren a la seva mort, dos anys més tard, al seu fill gran del seu segon matrimoni, Robert I de Tàrent.

## Matrimonis i descendència
Felip es casà en primeres núpcies l'any 1294 amb Tamar Angelina Comnena, de la qual s'acabaria divorciant l'any 1309 . D'aquest primer matrimoni nasqueren:
- Pere[1] (mort jove). S'hauria casat amb una filla del rei de Mallorca [b]
- Carles (1296 -1315). Princep d'Acaia. Mort en la batalla de Montecatini
- Joana (1297 - 1317). Casada amb el rei Oshin d'Armènia i posteriorment amb Oshin de Korikos.
- Felip (ca 1300 -1330). Dèspota de Romania. Es casà amb Violant d'Aragó, filla de Jaume II d'Aragó.
- Beatriu (1305 - 1340). Casada amb Gautier IV de Brienne, duc titular d'Atenes i senyor d'Argos.
- Blanca (1309 - 1337). Casada amb l'infant Ramon Berenguer d'Aragó, comte de Prades i baró d'Entença.

Del seu segon matrimoni amb Caterina de Valois-Courtenay (1313), tingué:
- Robert (1315 -1364). Princep de Tarent i d'Acaia. Pretendent a l'Imperi Llatí. Es casà l'any 1347 amb Maria de Borbó.
- Lluis (1320 - 1362). Princep de Tarent i rei consort de Nàpols.
- Margarida (1325 - 1380). Casada amb Francesc des Baus, duc d'Andria.
- Maria (? -1368). Religiosa, abadesa de Conversano.
- Felip (1329 - 1374). Princep de Tarent i d'Acaia